# Roger James Hnatiuk
Roger James Hnatiuk ( * 1946 -) es un botánico, horticultor, y ecólogo vegetal canadiense-australiano, especializado en biogeografía y en ecología.
Hnatiuk se adjudicó honores de primera clase en botánica de la Universidad de Alberta, y se graduó con una maestría en ecología vegetal, de la misma institución. Se le concedió un doctorado en biogeografía de la Universidad Nacional de Australia. Después de sus estudios trabajó en ecología vegetal en Australia Occidental. Hnatiuk fue Asistente Director de los "Estudios de Recursos Biológicos Australianos", donde lideró el "Programa de Flora de Australia" y del "Programa de sistema de Información Biogeográfica de Australia". Durante este tiempo produjo el "Census of Australian Vascular Plants".
De 1989 a 1992, fue director de los "Australian National Botanic Gardens".
Luego pasó a trabajar como investigador en el "Bureau of Rural Sciences", donde su trabajo fue la silvicultura y el uso sostenible de los recursos naturales.
Es un entusiasta del bonsái; e inició la exhibición de plantas nativas australianas como bonsái que se muestran en la Jardines Botánicos Nacionales de Australia, anualmente.
Fue el primer Presidente (2006 - ) del Comité de Gestión de Bonsái de la nueva Colección Nacional y de Penjing de Australia, patrocinada por el Gobierno del Territorio de la Capital Australiana, Canberra.

## Algunas publicaciones
- 1975. Aspects of the growth and climate of tussock grasslands in montane New Guinea and sub-Antarctic islands

### Libros
- 1969. The pinus contorta vegetation of Banff and Jasper National Parks. Ed. University of Alberta. 638 pp.

## Honores

### Epónimos
- (Myrtaceae) Melaleuca hnatiukii Craven[4]

- La abreviatura «Hnatiuk» se emplea para indicar a Roger James Hnatiuk como autoridad en la descripción y clasificación científica de los vegetales.[5]